# Pedro (bispo)
Pedro (em grego medieval: Πέτρος; romaniz.: Pétros) era um bispo bizantino do século IX. É descrito como epíscopo (bispo) pelas fontes, mas não se cita qual foi sua sede, embora provavelmente estava situada na Trácia. Em 813, foi um dos bizantinos capturados pelos búlgaros e levados cativos à Bulgária. Muitos foram martirizados por Ditzeugo ou seu sucessor Omortague. Eles são celebrados em 22 e 23 de janeiro, respectivamente.